# Perfidia
Perfidia – zbiór opowiadań o tematyce kryminalnej autorstwa Waldemara Łysiaka (występującego pod pseudonimem Valdemar Baldhead), wydany w 1980 roku przez Krajową Agencję Wydawniczą.
Na książkę składają się 3 części:
- 1 część - Był sobie policjant
- 2 część - Był sobie czas
- 3 część - Był sobie strach

Jedno z opowiadań, Selekcja, stało się podstawą spektaklu Teatru Telewizji z 1984 roku, pt. Selekcja.